# Johann Josef Loschmidt
Jan sau Johann Josef Loschmidt (n. 15 martie 1821 – d. 8 iulie 1895), de asemenea și Josef Loschmidt, a fost un om de știință austriac, fizician, mineralog și chimist, care a adus contribuții importante în chimie, fizică (termodinamică, optică, electrodinamică), și în domeniul formelor cristaline.

## Biografie
Născut în Karlsbad, un oraș situat în Imperiul Austriac (acum Karlovy Vary, Republica Cehă), Loschmidt a devenit profesor de chimie fizică la Universitatea din Viena în 1868.